# 林肯聯足球會

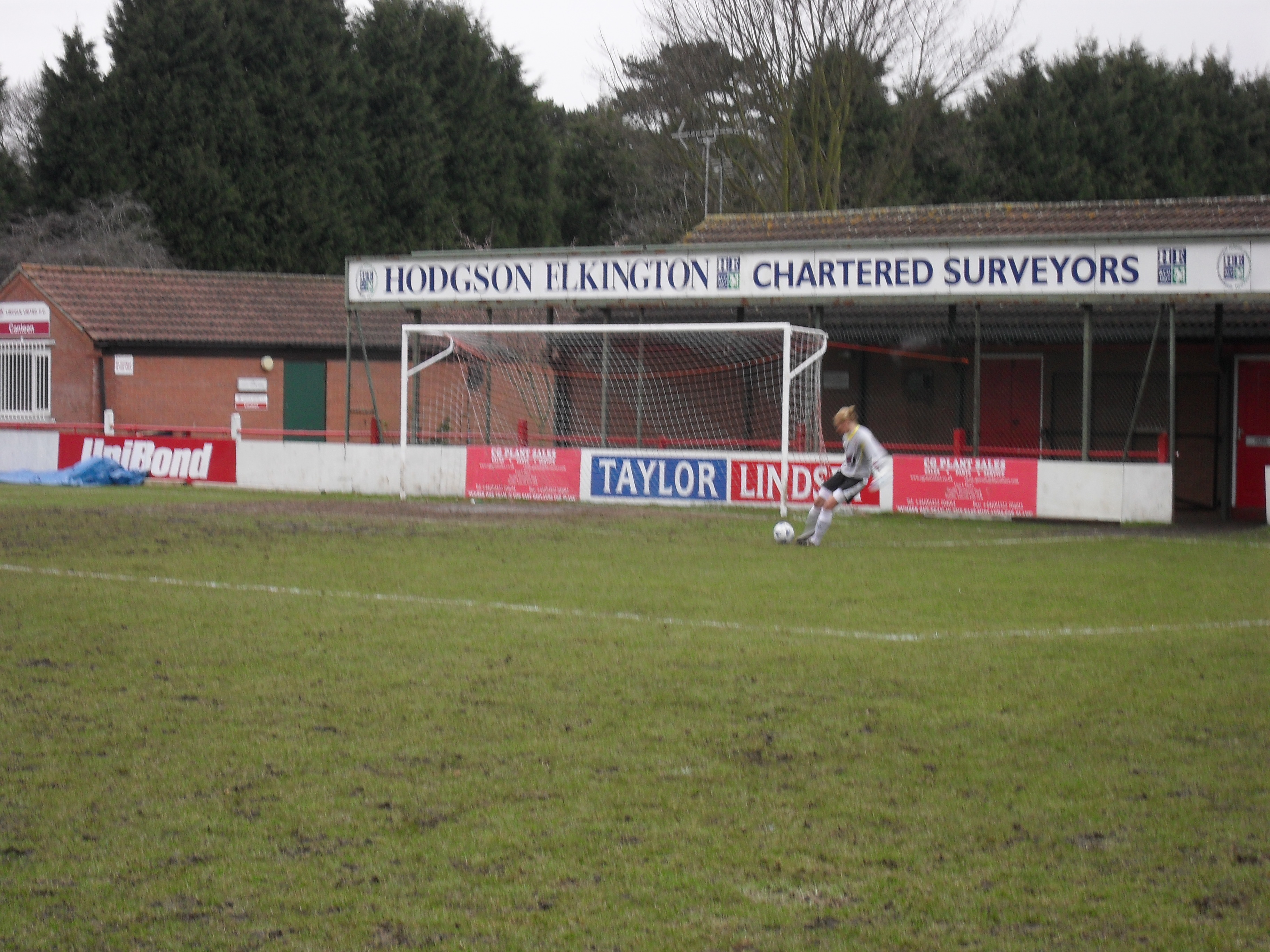
Ashby Avenue

林肯聯足球會（英語：Lincoln United Football Club）是一支位於英格蘭林肯的半職業足球會，現於英格蘭北部超級聯賽甲組北角逐。

## 外部連結
- Official website （页面存档备份，存于）